# 世界芸術文化振興協会
特定非営利活動法人世界芸術文化振興協会（せかいげいじゅつぶんかしんこうきょうかい　The International Foundation for Arts and Culture、略称：IFAC）は、神道系新宗教ワールドメイト教祖の半田晴久（深見東州）が会長を務める日本の芸術文化団体（NPO法人）。

## 概要
1996年に設立され、1999年に東京都より特定非営利活動法人(NPO法人）の認証を受ける。
毎年、伝統芸能・国際文化交流の振興を図るための催しや、声楽や書画のコンクールを主催・共催している。また、奨学金支援、芸術家育成支援、伝統芸能支援、学術支援、文化交流支援、国際協力支援、社会福祉支援等を行っている。国内に約2,000人の個人会員及び法人会員を擁している。

## 主催行事

### 能楽
1997年より、重要無形文化財「能楽」（総合認定）保持者が演じる入場無料の薪能を毎年開催している。（副会長の渡辺荀之助も重要無形文化財「能楽」（総合認定）保持者）とくに、1998年より、東京大薪能を開催している。
1997年3月21〜22日には、熊野本宮大社にて、「よみがえる日本の心・オペラと能の鑑賞会」と題し、「薪オペラ」と「薪能」、「薪バレエ」の夕べを主催。日本初の野外の能舞台でのオペラ上演であった。1998年より、東京大薪能を始める。
1999年10月には、能楽とバレエと京劇を組み合わせた"新"西遊記を、字幕スーパーを入れ日本語と中国語が入り交じる形式で主催。
2000年8月31日、ロシアバレエ界を代表する踊り手の一人であるマイヤ・プリセツカヤを招き、能とバレエを組み合わせた新しい試みとして創作能・バレエ「羽衣ーHAGOROMO」を主催したなど、新しい舞台芸術を生み出した。
2000年9月5日には、北京で初めての本格的な能楽公演を、北京大学で開催した。
2001年8月15日には、ユネスコの世界遺産であるエジプトのピラミッドとギザの大スフィンクスの前にて、ユネスコの無形文化遺産の代表一覧表に記載されている能楽を開催し、古代エジプト文明と日本の伝統芸能との共演をはたす。
2002年8月6日には、12年に1度開催される鹿島神宮の御船祭に、鹿島神宮薪能の奉納演能を主催する。

### オペラ
西洋と日本の文化を見事に融合し、オペラに和の心を織り込んだオリジナル演出のオペラを主催している。。
- オペラ　『聖徳太子』〜和を以て貴しとなす〜　2002年11月4日
- オペラ　元禄のトラヴィアータ　2003年8月9日
- オペラ　大正時代のボエーム　2004年9月2日
- オペラ　雛祭りのフィガロの結婚　2005年11月17日
- オペラ　リゴレット in ジャパン 2006年9月16日
- オペラ　大江戸版　好色男のファルスタッフ 2007年9月13日
- オペラ　大江戸版　好色男のファルスタッフ（2008年度版） 2008年9月19日
- ゼウスの化身 怪人ドン・ジョバンニ　2009年9月27日
- オペラ  ナブッコ・我が愛する地球よ！　2010年9月24日、26日

国際芸術文化振興
2002年5月、西オーストラリア州のパース国際芸術祭や、オーストラリアの声楽コンクール「オーストラリアン・シンギング・コンペティション」の運営に協力し、支援した。2003年6月、オーストラリア最古のオペラ劇場ヒズ・マジェスティーズ・シアターの100周年記念祭の運営に協力し、支援した。

### コンサート
IFACオペラガラコンサート
2010年9月28日に、ソルノク市立交響楽団を招いてIFACオペラガラコンサートを開催し、収益金1080万円全額をカンボジア赤十字社等に寄付した。
東京国際コンサート
2013年から、芸術文化の振興と国際交流を目的とし、東京国際コンサートを開催している。
秋に燃ゆる国民のコンサート
2014年10月6日に、新国立劇場において、深見東州、コナル・コード、大貫裕子、ジョン・ロングミュア、高野秀峰、東京少年少女合唱隊の出演により開催された。

### 展覧会
東アジア美術交流祭
2002年より毎年、日本と中国で交互に、東アジア美術交流祭を主催している。「風車の書画展」で上位入賞した日本人作品も展示されている。

高校生国際美術展
2000年から高校生を対象とした高校生国際美術展に協賛しており、2015年からは主催をしている。

風車の書画展
一般人対象の公募展として、「風車の書画展」を主催している。

### 国際文化交流
- 北京京劇院梅蘭芳京劇団「三国志」 2006年11月20〜22日
- 中国スーパーモデル・ファッションショー「流動する紫禁城」 2006年11月27〜28日
- 東アジア美術交流祭 2010年11月30日〜12月5日
- 薪カンボジア舞踏 2013年5月16日（日本カンボジア友好60周年を記念し、第15回東京大薪能の翌日に同会場（東京都庁舎都民広場）で開催[18]）

## 芸術家の育成事業

### ジュリアード音楽院への支援
2008年11月、ジュリアード音楽院と協定を結び、以下の支援が行われるようになった。
- 同音楽院に指導者として優れた芸術家を招聘するための「声楽客員芸術家のための寄付講座」が設けられその資金をIFACが負担する。
- 同音楽院の在校生や卒業生によって年3回上映される「ジュリアード・オペラ」を主スポンサーとしてIFACが支援する。
- 同音楽院にスタインウェイ・アンド・サンズ社製のフルサイズのコンサート・グランド・ピアノをIFACが寄贈する。
- 日本国内の日本人学生を対象にした「ジュリアード賞」を設け、アメリカ留学に関する諸経費をIFACが負担する。

なお、寄贈したピアノが設置されているスタジオとピアノには、世界芸術文化振興協会の名称が付されている

#### ジュリアード音楽院声楽オーディション
上記の支援協定に基づき、2009年から2015年まで、ジュリアード大学院初の国外の公式オーディションとなるジュリアード音楽院声楽オーディションを開催していた。2016年以降は開催されていない。

### 有明教育芸術短期大学への支援
有明教育芸術短期大学への資金支援をしている。同大学2代目学長を理事の栗本慎一郎が務め、同大学声楽教授を会長の半田晴久が務めている。

## 国際福祉活動

### 中国における児童福祉活動
2000年3月より、中国に100校の「春蕾小学校」を建設するために、中国児童少年基金会プロジェクトを推進している。これは、中国児童少年基金会と地元の教育委員会の三者が協力して行われ、毎年10校ずつ合計100校（のちに、130校に増加）の小学校を最貧地域に建設する「春蕾小学校」の推進プロジェクトである。。このプロジェクトでは、校舎建設のほか、学内の備品、1000冊以上の蔵書の図書館、スライドやコンピュータ等を寄贈している。ささらに、「露天舞台（野外体育館風）」を作り、開校式に姜昆を招き、中国の伝統芸能である京劇公演や、歌、おどり、漫才などを開催し、大勢の地域の人達が楽しんだ。こうした文化的催しは、貧しい地方では何年間に一度あるかないかのことで、近隣の村からも何万人もの村人が見物に集まって賑わった。2009年、130校建設にうち、100校の春雷小学校が完成した。
また2000年4月、中華全国婦女連合会が進める中国児童少年基金会「春蕾計画」の一環として、中国全土の11の貧しい少数民族地区出身の優秀な生徒がつどう「春蕾クラス」30名の香港の事業家が出資していたが事業不振により支援を打ち切る予定だった学費を支援に協力した。同年6月より、「支援百名孤児就学計画」として敦煌の孤児100名の学費を支援した。2001年9月、北京市私立樹人学校に「第2期 東州春蕾クラス」を設立して32名の学費支援に協力し、芸術分野の才能に秀でた女子学生11名で構成される天津市三毛芸術学校の「春蕾芸術クラス」の学費支援に協力した。
2002年6月、会長をつとめる半田晴久は、中国における児童福祉の貢献に対し、IFACの代表として「中国児童慈善家」ベスト10人にノミネートされ、中国国家民政部より表彰される。

## 組織
会長
- 半田晴久

副会長
- 栗林義信
- 渡邊荀之助（能楽宝生流シテ方）

理事
- 栗本慎一郎
- 大友直人

他

### 旧役員
理事
- 國弘正雄
- 園田天光光

## テレビ
放送局の記載のないものは、TOKYO MXにて放送。
- 「浙江能楽事始」（能・石橋）（1999年9月25日）
- 「砂漠に舞う〜スフィンクス薪能〜」（2001年7月22日）
- 「IFACオペラ 聖徳太子」（2002年12月7日）
- 「IFACオペラ 元禄のトラヴィアータ」（2003年10月4日）
- 「オペラ大正時代のボエーム」（2004年10月16日）
- 「雛祭りのフィガロの結婚」（2005年10月30日）
- 「スーパーオペラ楊貴妃」（2005年12月24日）
- 「アンコールワット薪能」（J SPORTS 2006年3月21日）
- 「IFACオペラ リゴレット イン ジャパン」（2006年10月21日）
- 「和の心を伝える中国ファッションショー」（2007年1月21日）
- 「IFACオペラ 大江戸版好色男のファルスタッフ」（2007年10月27日）
- 「オペラ 大江戸版好色男のファルスタッフ」（2008年11月16日）
- 「オペラ ゼウスの化身 ドン・ジョヴァンニ」（2009年11月3日）
- 「IFACオペラ ナブッコ 〜わが愛する地球よ〜」（2010年11月7日）
- 『たちばな出版エンターテイメントパラダイス』 （FOXスポーツ&エンターテイメント）毎月第2土曜9:00-11:30、（再）第4日曜9:00-11:30
  - 「オペラ ドン・パスクワーレ」2016年6月6日9:30〜12:00、（再）6月18日8:30〜11:00
  - 「ナブッコ・我が愛する地球よ！」2016年7月4日9:30〜12:00、（再）7月16日8:30〜11:00
  - 「ゼウスの化身 怪人ドン・ジョバンニ」2016年8月13日9:00〜11:30、（再）8月28日9:00〜11:30
  - 「雛祭りのフィガロの結婚」2016年９月10日9:00〜11:30、（再）9月25日9:00〜11:30
  - 「リゴレット in ジャパン」2016年10月８日9:00〜11:30、（再）10月23日9:00〜11:30
  - 「大江戸版　好色男のファルスタッフ」2016年11月12日9:00〜11:30、（再）11月27日9:00〜11:30
  - 「元禄のトラヴィアータ」2016年12月10日9:00〜11:30、（再）12月25日9:00〜11:30
  - 「国民のコンサート〜日本歌曲の夕べ」2017年1月14日9:00〜11:30、（再）1月29日9:00〜11:30
  - 「大正時代のボエーム」2017年2月18日 9:00〜11:30、（再）2月26日9:00〜11:30
  - 「オペラ聖徳太子」2017年3月11日9:00〜11:30、（再）3月26日9:00〜11:30
  - 「スーパーオペラ楊貴妃」2017年4月8日 9:00〜11:30、（再）4月23日 9:00〜11:30

以下も参照
- 東京大薪能#テレビ放映
- 高校生国際美術展#テレビ放映

## イギリスのIFAC
イギリスのIFACの会長はティム・ランケスターがつとめ、理事は半田晴久がつとめている。日本ほか各国のIFACとともに、公共教育の発展に焦点をあて、国や言語や宗教の枠を超えた芸術活動や文化交流を促進し、芸術家や音楽家の教育支援を行っている。ダイアナ湯川は、14歳の時にイギリスのIFACの奨学生に選ばれた。
大英博物館主催で、2014年11月29日から12月1日まで、日本の代表的な現代書家でもある半田晴久の書道パフォーマンスと書道の個展（CAPTIVATING CALLIGRAPHY）が、大英博物館のグレート・コートで開催された際、現地サポートを行っている。

### 組織
設立者
- 半田晴久

会長
- ティム・ランケスター

理事
- 半田晴久

## オーストラリアのIFAC
半田晴久が創設し、会長はen:Lyndon Terracini、理事にはコナル・コードなど、オーストラリアのベテラン声楽家が運営メンバーをつとめ、オーストラリアの文明文化を発展させるための活動を行い、平和の礎を築くことに貢献を目指している。
シドニー・オペラハウス専属オペラ団体オペラ・オーストラリアが主催している、シドニー最大の文化イベントである「ハンダ・オペラ・オン・シドニー・ハーバー」を推進し、1998年よりオーストラリアやニュージーランドの若手声楽家を対象としたIFACオーストラリアンシンギングコンペティションの主要スポンサーとなっている。2010年〜2012年には、IFACを通じ、「半田賞（the Handa Prize）」も設けられ、受賞者は日本のコンサートに招待され、歌唱を披露した。IFACオーストラリアンシンギングコンペティションは、IFACと半田もスポンサー、パトロンではあるが、地元の代表的な芸術文化団体や教育団体など多数の団体のサポートにより成り立っている。

### ニュージーランド
ニュージーランド音楽学校を2015年に支援し、会長の半田晴久は、この功績により2016年にニュージーランド・メリット勲章を受章した、翌年の2017年にも支援を行い、支援した期間は「IFAC HANDA」の名称が学校名に付与されていた。

### 組織
設立者
- 半田晴久

会長
- en:Lyndon Terracini

理事
- コナル・コード